# Bart Quinn
Bartus A. Quinn, detto Bart (Allen, 19 febbraio 1917 – Los Alamitos, 3 marzo 2013), è stato un cestista statunitense, professionista nella NBL.

## Carriera
Dopo l'high school giocò per una stagione nelle NBL con i Fort Wayne General Electrics, segnando 170 punti in 18 partite e guadagnandosi l'inclusione nell'All-NBL Second Team.
In seguito disputò tre stagioni con la University of Toledo dove, in tre anni, segnò 702 punti.
La sua carriera si interruppe nel 1942, a causa della Seconda guerra mondiale, dove prestò servizio nella U.S. Navy.

## Palmarès
- All-NBL Second Team (1938)